# Folketingsvalget 1869
Der afholdtes valg til Folketinget 22. september 1869. Der valgtes i Danmark 101 folketingsmedlemmer i samme antal enkeltmandskredse. Desuden valgtes på Færøerne 1 folketingsmedlem 18. oktober 1869.
I 48 af valgkredsene blev valget afgjort ved kåring, mens der blev afholdt afstemning i 53 valgkredse. I kredsene med afstemning var der 141.637 vælgere som var 54,0 % af alle Danmarks stemmeberettigede vælgere. Af disse stemte 42.730 vælgere, svarende til en stemmeprocent på 30,2 %.
Ved fredsslutningen efter den 2. slesvigske krig var Danmarks grænse til Slesvig blevet justeret, hvilket påvirkede fordelingen af valgkredse. De kongerigske enklaver i Slesvig var blevet byttet med otte sogne i det nordøstlige Slesvig, et område ved Ribe og Ærø. Det betød at Ribe Amts 5. valgkreds, som hovedsageligt bestod af kongerigske enklaver, var blevet nedlagt. De nordlige otte sogne fra Tyrstrup Herred i Slesvig (som herefter blev til Nørre Tyrstrup Herred) blev sammen med nogle sogne i Ribe Amts 4. valgkreds til en ny 6. valgkreds i Vejle Amt, mens et område var blev flyttet fra Ribe Amts 3. valgkreds til 4. valgkreds. Endelig blev Ærø en ny 6. valgkreds i Svendborg Amt.
Der var således sket en udvidelse af Folketinget fra 101 medlemmer til 102 medlemmer inkl. det færøske medlem i forhold til folketingsvalget i 1864.

## Resultat
| Parti                    | Stemmer i alt | Procent | Mandater | +/- |
| ------------------------ | ------------- | ------- | -------- | --- |
| Højre                    |               |         | 10       | -   |
| Mellempartiet            |               |         | 27       | +9  |
| De Nationalliberale      |               |         | 7        | -13 |
| Det Nationale Venstre    |               |         | 21       | +1  |
| Det Folkelige Venstre    |               |         | 21       | +3  |
| A.F. Tschernings Venstre |               |         | 15       | -3  |
| Total                    |               |         | 101      |     |